# 平口水库
平口水库是中国广西壮族自治区桂林市平乐县境内的一座水库，位于恭城河支流榕津河上，建于1964年。水库正常库容为3715万立方米，集雨面积为76平方千米，海拔为191米。